# Eurielle
Eurielle, mit bürgerlichem Namen Lauren Walker (* 25. Juli 1987 im Vereinigten Königreich), ist eine englische Sängerin, Songwriterin, darstellende Künstlerin und Plattenproduzentin.

## Biografie

### Leben
Nach dem Abschluss ihres Gesangsstipendiums an der St. Peter’s School in York bereitete sie sich 2 Jahre darauf vor, an den drei großen Konservatorien für klassische Musik in London vorzusingen. In dieser Zeit wurde sie außerdem Mitglied des National Youth Choir of Great Britain.
2007 nahm sie ein Gesangsstipendium an der Royal Academy of Music in London an. Dies dauerte bis 2011. Dort wurde sie als klassischer Sopran / Mezzosopran ausgebildet.

### Karriere
Schon ein Jahr vor ihrem Abschluss im Jahr 2010 begann sie mit dem Schreiben und Aufnehmen ihres Debütalbums „Arcadia“.

## Diskografie

### Alben
| Veröffentlichung | Titel             |
| ---------------- | ----------------- |
| 2015             | Arcadia           |
| 13.12.2019       | Goodbye Butterfly |
| 15.10.2021       | Lady In Waiting   |

Quelle